# موریس‌تاون، شهرستان میدلسکس، نیوجرسی
موریس‌تاون (به انگلیسی: Morristown) یک منطقهٔ مسکونی در ایالات متحده آمریکا است که در اولدبریج، نیوجرسی واقع شده‌است. موریس‌تاون ۲۸٫۹۶ متر بالاتر از سطح دریا قرار دارد.